# 2024년 대한민국 의정 갈등
2024년 대한민국 의정 갈등은 2024년 2월 20일, 대한민국의 전국 대학 병원 전공의들이 의대 증원에 반발해 병원 현장을 떠나는 등의 정부와 의료계의 갈등을 말한다. 수천 명의 레지던트와 인턴이 사직하였다. 이로 인해 긴급하지 않고 덜 복잡한 환자들은 더 이상 3차 진료 시설에서 치료를 받지 못하게 되었고, 대형 대학병원에서는 재정 문제가 발생했다. 의료계를 악마화하는 정부의 선전은 의료계의 신뢰를 훼손하였다.

## 배경과 원인

### 의료 정책
대한민국 정부는 대한민국의 고령화로 인한 의료 수요 증가 및 공공의료서비스의 확대를 위해 2020년부터 의대정원확대 정책을 추진해왔다. 하지만 의사의 파업 등 반발 및 코로나바이러스감염증-19의 확산으로 인해, 코로나19 사태가 안정되기까지 관련 논의를 중단하였다.
정부의 정책 추진 방식에 민주성과 효율성이 취약하다는 지적이 있어왔다. 또한, 저수가 체제를 유지하려는 정책을 강압적으로 추진하고, 의사들의 부도덕성을 부각시켜 이해 당사자들의 관계를 갈등적으로 만들었다는 지적을 받는다. 의료계 역시 정부의 태도가 비협력적이고 의료수가체제가 일관성이 없어 합리적이지 못하다는 점을 문제의 원인으로 지목한다. 현장 경험을 통한 전문적 견해를 충분히 고려하여 정책이 수립되지 못하고, 정부의 일방향적인 주도에 의해 정책이 진행되었다는 것이다.
대한민국의 저수가 정책은 의료기관 경영을 어렵게 만들고, 수가구조와 개정 과정의 합리성이 미흡하여 수가조정이 체계적이지 못하며 관련 전문단체의 참여가 어렵다는 지적이 있다. 이러한 의료정책은 특정 분야 전문의들의 부족현상을 초래했다. 대한민국의 의료산업은 전 국민 건강보험가입에 기반을 둔 보장성 위주의 정책을 통해 발전해왔다. 낮은 의료수가로 인하여 의료기관의 수익성 악화로 인해 의료기관간의 출혈경쟁, 과다진료 등의 특징도 있다. 건강보험 재정 부담을 국민과 정부가 분담하기 위해 법으로 정한 국고 지원 기준은 지켜지지 않는다.
언론은 갈등을 심화시키는 역할을 하였다. 정부에 대한 언론의 비판의 강도는 표면적인 수준에 머무르고 있는 반면, 언론은 의료계 쪽을 '범죄자'나 '살인자'로 비난하면서, 논쟁의 장을 제공하기보다 기존 권력집단의 옹호자 역할을 수행하는 경향을 나타내었다. 언론은 피상적이고 갈등 중심의 보도, 정부에 따라 보도의 잣대가 바뀌는 정파성을 특징으로 하여, 공론의 장을 제공하지 못했다.
의료체계는 극도의 저수가를 강요하여 비급여 진료나 박리다매의 교차보조가 없이 유지 불가능하다. 또한 한국의 의료과실을 형사범죄화하는 비율은 극도로 높다. 초저수가 상황에서 급증한 의료사고 배상액은 젊은 의사들로 하여금 위험도 높은 의료 영역에서 이탈하도록 하였다. 이런 상황에서 정부는 의대 정원을 급격하게 증가하였다. 정부는 의료계와 수십 차례 증원에 대해 논의했다고 주장하였으나 거짓말로 밝혀졌다.

### 전공의
전문의가 되려면 의대 졸업 후 1년의 인턴 과정과 4년의 레지던트 과정을 거치며 이 두 과정에 있는 의사들이 '전공의'이다.

## 입장

### 전공의 측
대한전공의협의회는 전국 70여개 수련병원 대표 명의의 성명서에서 다음 사항을 요구하였다.
1. 필수의료 정책 패키지와 2,000명 의대 증원 계획을 전면 백지화
2. 과학적인 의사 수급 추계를 위한 기구를 설치하고 증원과 감원을 같이 논할 것
3. 수련 병원의 전문의 인력 채용 확대
4. 불가항력의 의료 사고에 대한 법적 부담을 완화할 수 있는 구체적인 대책의 제시
5. 주 80시간에 달하는 열악한 전공의 수련 환경의 개선
6. 전공의를 겁박하는 부당한 명령들을 전면 철회 및 정식적인 사과
7. 국민의 기본권을 침해하는 의료법 제59조 업무개시명령을 전면 폐지하여 대한민국 헌법과 국제노동기구(ILO)의 강제 노동 금지 조항의 준수

### 대한민국 정부 측
대한민국 정부의 입장은 장기적으로는 의사와 타 직군의 소득 균형이 이루어져 완화될 것이며, 지금껏 의사의 기대 소득은 지나치게 높았다는 것이다. 또한 정부의 입장은 의사 수와 진료비 사이의 인과관계는 없으며, 의사 수 부족이야말로 진료비 상승의 원인이라는 것이다. 제때 진료를 받아 병을 치료하면 큰 수술이 불필요해 의사 수 증가가 의료비 지출을 줄일 것이다. 또한 정부의 입장은 KDI, 보건사회연구원의 연구에 의하면 고령화로 의료 수요가 늘어날 것이라는 것이라는 것이다. 또한 의사 근로시간 감소와 고령 의사의 증가를 고려하면 의사가 더 많이 필요할 것으로 보인다는 것이다.

## 전개

### 정책 발표
복지부는 의대의 정원을 2천명 늘리고, 이 정원을 5년 이상 유지할 방침을 밝혔다. 2035년까지 1만명의 의사 인력을 확충하겠다는 계획으로, 의사 수 확대를 필요조건으로, 필수의료 강화를 충분조건으로 한 4개의 정책 패키지를 내용으로 하는 필수의료 패키지를 발표했다.

### 전공의 사직
한국의 의대 정원은 2006년부터 3,058명이다. 대한민국 정부는 2035년까지 2024년 2월 6일 의대 신입생을 2025년부터 매년 2000명씩 더 모집하겠다고 발표했다. 그러나 의사단체들은 의사 수가 충분하며 분배의 문제를 먼저 해결해야 한다는 이유로 의대 정원을 늘리는 데 반대하고 있다. 정부가 의대 정원을 늘리겠다고 나서자 2024년 2월 20일부터 전공의들이 사직했다. 많은 의과대학 학생들도 수업을 중단하고 휴학을 선언하였다. 대한민국 보건복지부는 전국 100개 병원에서 인턴·전공의 1만34명이 사직서를 냈고, 이 중 9006명이 근무지를 이탈했다고 26일 밝혔다. 보건복지부는 대한의사협회 수장 2명의 의사 면허를 취소하고 인턴 6228명에 대해 업무 복귀 명령을 내렸다. 정부는 의사가 2월 29일까지 업무에 복귀하면 책임을 묻지 않겠다고 밝혔다.

### 의대생 휴학 및 복귀
의대생들이 2024년 2월 윤석열 정부의 의대 정원 2000명 증원 정책에 반발해 대규모 집단휴학에 돌입한 지 1년 5개월 만인 2025년 7월 12일, 전격적인 복귀 선언을 하며 의료계의 중대한 전환점을 맞았다. 초기에는 “정부가 결국 물러날 것”이라는 기대와 함께 단합된 집단 행동이 전개됐으나, 시간이 흐르며 실질적인 학사 불이익, 특히 2년 유급 위기가 가시화되면서 분위기가 급변했고, 유급 예정 학생 수만 해도 전체 의대생의 43%에 달하는 8300여 명으로 집계되어 복귀 결정을 재촉하는 현실적 압박이 커졌다. 복귀를 주도한 의대생들은 "국회와 정부를 믿고 돌아간다"고 밝혔지만, 실제로는 1학기를 유급당하면 2학기에도 복학이 불가능한 의대의 연간 단위 교육과정 특성상 2년 손실을 감수해야 하는 상황이 결정적이었다. 내부적으로는 이탈을 막으려던 학생회 주도의 분위기 통제가 무너지고, 일부 주도 세력이 입대하는 등 구심력이 약화되며 커뮤니티 여론도 급속히 냉소적으로 변했다. 그러나 복귀 과정에서 의대생들은 유급 유예와 방학 및 주말 보강수업 등 학사 유연화를 사실상 요구하며, 이는 형평성 문제와 특혜 시비를 불러일으켰고, 이미 복귀한 학생들은 괴롭힘을 우려하며 보호조치를 요구하고 있다. 

### 정부의 대응
정부가 공공 의료기관과 군 병원을 총동원하기로 했다. 2월 23일부터 정부는 의사 집단행동이 종료되는 시점까지 비대면 진료를 전면 허용하기로 결정하였다. 의사들은 수술 일정을 축소하거나 중증환자부터 우선 진료하기로 했다. 의사 집단행동 중앙재난안전대책본부회의에서는 진료 거부나 수술, 진료 지연으로 피해가 발생할 경우 경찰청 형사기동대에서 직접 수사하고, 피해 발생을 방임하는 의료기관 책임자에게도 상응하는 책임을 묻기로 결정했다.
2024년 대한민국 비상계엄 포고문에서 처단이라는 표현을 사용했다. 이 이후 의과대학의 구성원들 상당수가 2024년 윤석열 대통령 탄핵 운동에 나섰다.

### 보건의료노조
전국보건의료산업노동조합은 61개 병원 사업장을 대상으로 실시한 쟁의행위 찬반 투표에서 91%의 압도적인 찬성으로 총파업이 가결되었음을 8월 24일 발표했다. 노조는 조속한 진료 정상화, 불법의료 근절, 주4일제 시범사업, 간접고용 문제 해결, 임금 인상 등을 요구했다. 그 이후 62곳 중 59곳에서 협상은 타결되었다.

## 통계
| 날짜          | 대상           | 사직서 제출    | 근무지 이탈/미근무 | 출처          | 비고                                 |
| ------------- | -------------- | -------------- | ------------------ | ------------- | ------------------------------------ |
| 2월 16일      | 12개 수련병원  | 235            | 103                | [ 39 ]        |                                      |
| 2월 19일 22시 | 10개 수련병원  | 1,091          | 757                | [ 40 ]        |                                      |
| 2월 20일 22시 | 100개 수련병원 | 8,816 (71.2%)  | 7,813 (63.1%)      | [ 41 ] [ 42 ] |                                      |
| 2월 21일 22시 | 100개 수련병원 | 9,275 (74,4%)  | 8,024 (64.4%)      | [ 43 ]        |                                      |
| 2월 22일 22시 | 94개 수련병원  | 8,897 (78.5%)  | 7,863 (69.4%)      | [ 33 ]        | 자료를 부실하게 제출한 6개 병원 제외 |
| 2월 23일 19시 | 100개 수련병원 | 10,034 (80.5%) | 9,006 (72.3%)      | [ 44 ]        |                                      |

## 반응
세계의사회는 관련하여 반응을 보였으며, 대한간호협회 및 대한한의사협회는 정부를 지지하는 측이다.
정부는 의사들의 집단행동을 불법으로 규정하고 강력히 대응하면서 의사들을 압박하였다. 이러한 과정에서 의사들을 부정적으로 묘사하는 '악마화'가 이루어졌다. 의사에 대한 '악마화'는 전공의들로 하여금 사명감을 잃게 하여, 전공의로 돌아오지 않겠다는 분위기를 확산시켰다.

### 언론 및 매체
정부는 매체를 이용하여 정부 정책을 옹호하는 홍보를 펼쳤다. 대통령의 결의를 담은 홍보포스터가 공공버스와 지하철에 걸렸고, 영화상영관에서는 홍보 영상이 상영되었으며, 아파트 승강기 내의 스크린까지 정부의 주장을 전하는 등 홍보를 하였다. 이 과정에서 의료계는 집단이기주의를 추구하는 직역카르텔 집단으로 규정되었고, 의사-환자 사이의 신뢰는 흔들리는 결과를 야기했다.
《조선일보》는 한국이 의료 인력 확대를 막기 위해 의사들이 집단행동을 하는 유일한 나라라고 하면서 의사들이 증원에 반대하는 이유는 환자의 피해를 감수하더라도 돈을 더 벌겠다는 발상 이외에는 설명할 수 없는 것으로 보인다고 하였다.
《동아일보》는 의사들은 응급실과 수술실로 복귀하고, 정부는 의사들의 의견을 경청하고 우려와 불신을 해소하여 의료 혼란에서 벗어날 수 있는 해결책을 모색해야 한다고 하였다.
《중앙일보》는 정부는 집단행동에 굴복해선 안 되며, 대화 노력을 지속해야 한다고 하였고, 전공의들이 진료 현장 정상화에 대해 성찰해 주길 바란다고 하였다.
《경향신문》은 의사들의 집단행동은 직업윤리를 망각한 무책임한 행동이라고 하면서, 환자를 볼모 삼아 자신들의 이해를 관철시키려 하는 것은 인륜과 도리를 저버리는 일이라고 하였고, 집단행동에 나서는 의사들의 주장은 직업이기주의로밖에 설명되지 않으며, 정부는 의사들의 집단행동에 단호하게 대처해야 한다고 하였다.
《한겨레》는 의사측이 국민을 볼모로 협박을 하는 것이라고 하면서, 전공의들의 집단행동은 정당한 사유 없이 국민 생명권을 위협하는 행위로, 하루속히 병원으로 복귀해 환자 곁을 지켜야 한다고 하였다.
《시사IN》은 전공의 사직자들 역시 복귀 조건으로 입영 연기나 전문의 시험 조기 실시 등을 요구하며 논란을 더하고 있으며, 이로 인해 ‘의사 되기의 관문’ 전반에 걸친 구조적 허점과 특혜 논의가 다시 도마 위에 올랐다고 하였다. 의료계 일부에서는 “공정성도 중요하지만 의료 시스템 정상화라는 더 큰 가치도 고려해야 한다”는 현실론이 제기되는 한편, 시민의 고통에 대한 의대생들의 공감 결여와 정치권 중심의 메시지 전달 방식에 대한 비판도 적지 않다면서, 나아가 이번 사태는 단순한 복귀 문제를 넘어, PA 간호사 활용 확대 등으로 이미 구조적 변화가 일어난 병원 현장과 더불어 전공의의 정치적 영향력 약화, 전문의 양성 시스템의 불균형, 공공의료에 대한 혐오와 불신, 그리고 의사 면허가 가지는 공적 책임의 재정립 문제까지, 대한민국 의료 시스템 전반에 걸쳐 깊은 반성과 제도적 개편의 필요성을 환기시키고 있다고 하였다.

### 여론조사
한국갤럽이 2024년 2월 13일부터 15일까지 실시한 여론조사에서는 응답자의 76%가 정부의 의과대학 정원을 2000명 늘리겠다는 정부 제안에 대해 보다 긍정적이었다. 반대 의견을 표명한 비율은 16%에 불과했다. 한국갤럽이 2024년 3월 12일부터 14일까지 실시한 조사에서는 응답자의 49%가 의료 확대에 대한 의료계의 반대에 비해 정부 대응이 부적절하다고 답했다.

## 피해
- 2월 21일 강원 양양군에서 다리 괴사가 발생한 환자가 강릉아산병원으로 가려 했으나 전공의 부재로 치료가 어렵다는 말에 여러 곳을 떠돌다 3시간 30분 만에 원주에서 치료받을 수 있었다.[59]
- 대전에서는 8곳의 병원에서 진료를 거부당한 환자가 있었다. 또 다른 환자는 사지마비 상태로 재활병원의 치료를 받던 중 욕창이 심해 대학병원으로 응급 이송됐지만 발길을 돌려야 했다. 이 환자는 대전 충남대병원에서 거부당하고 을지대병원으로 다시 이송됐으나 여기서도 "의사가 없어 치료할 수 없다"는 답을 들었다. 전남 강진군에서는 토혈하는 위중한 환자가 발생했는데 상태가 악화하도록 적절한 치료를 받지 못했다. 이 환자는 결국 1시간 30분을 이동해 광주 조선대 병원 응급실로 이송됐다. 현재 광주 대형병원은 응급 환자만 받는 상황인데 이마저도 대기가 길었다. 수술이 취소되거나 지연되고 진료 예약을 거부당하는 일도 벌어지고 있다.[60]

## 같이 보기
- 2020년 대한민국 의사 파업

## 참고 문헌
- 곽진영 (2010). “의료정책의 거버넌스: 의약분업정책을 중심으로”. 《한국정당학회보》 9 (1): 149-181. (구독 필요).
- 김세중; 박진모 (2016년 8월). “의료수가정책이 병원 수익성에 미치는 영향에 대한 사례연구”. 《경영컨설팅연구》 (한국경영컨설팅학회) 16 (3): 195-202. (구독 필요).
- 양정혜 (2001). “사회갈등의 의미 구성하기”. 《한국언론학보》 45 (2): 284-315. (구독 필요).